# البريد الرسمي

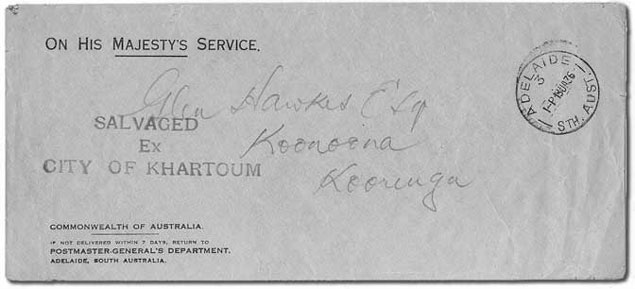
غلاف بريد رسمي أسترالي انتشل من بقايا تحطم طائرة "مدينة الخرطوم" التابعة لشركة الخطوط الجوية الإمبراطورية عام 1935 والتي تحطمت في الإسكندرية أثناء رحلة من إنجلترا إلى أستراليا.

البريد الرسمي هو بريد يُرسل من، أو عن طريق، جهة حكومية مُعتمدة، أو وكالة حكومية، أو منظمة دولية، وعادةً ما يحمل ما يُشير إلى أنه رسمي؛ كختم رسمي، أو عنوان مُرسِل، أو أي وسيلة أخرى تُشير إلى هوية مُستخدمه. في بعض الدول، صدرت طوابع بريد خصيصًا لإستعمال البريد الرسمي.
صُممت الطوابع الرسمية لنفس غرض طوابع البريد العادية، باستثناء أنها لم تكن متاحة للشراء في مكاتب البريد. في حين أن معظم الطوابع تحمل أسماءً، فإن بعضها لا يحمل قيمةً مطبوعةً.

## التاريخ

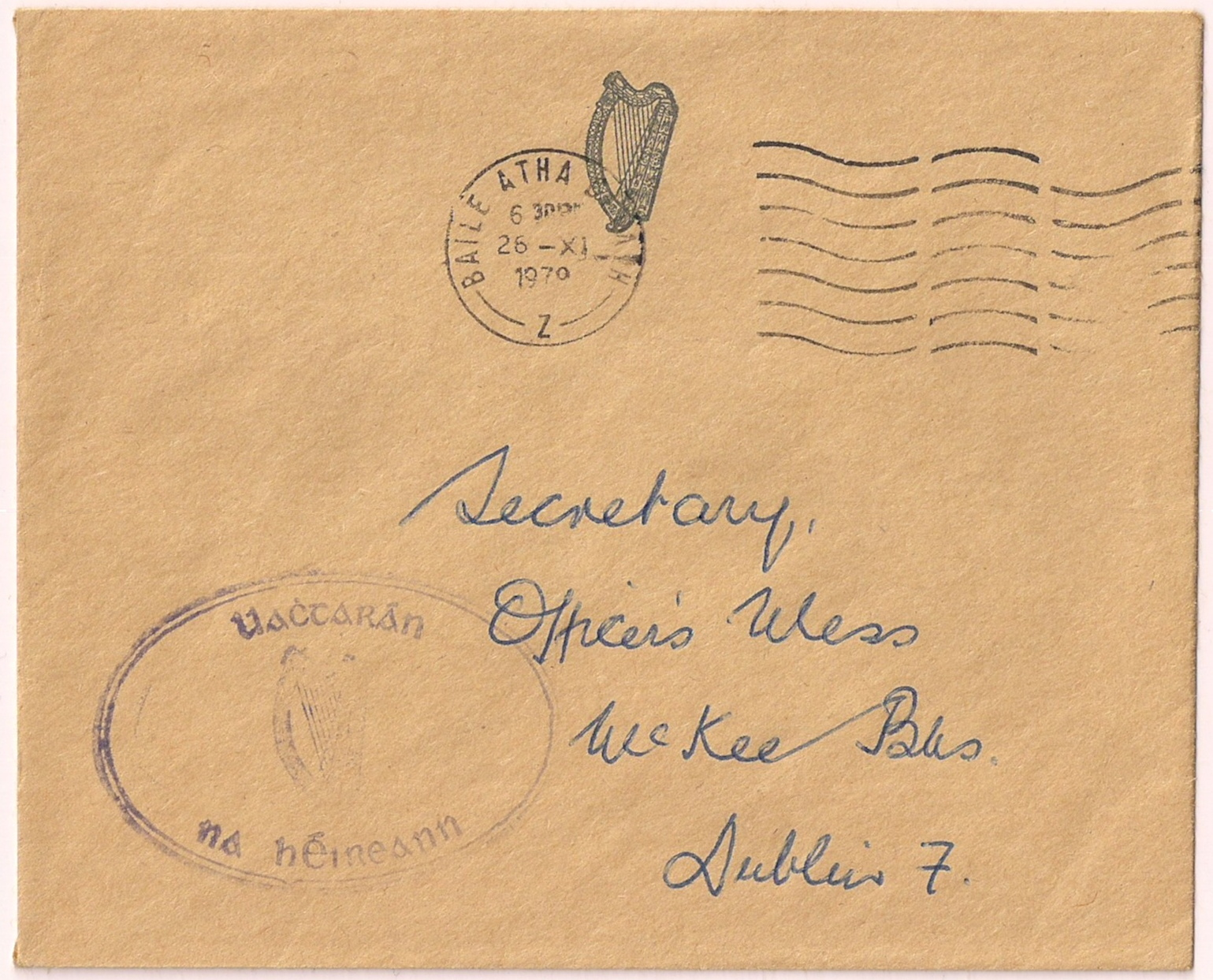
بريد رسمي من رئيس أيرلندا (باتريك هيليري) مع ختم اليد البيضاوي المعتمد Uaċtarán na hÉireann المستخدم في عام 1979 بالإضافة إلى إشارة ختم بريد مطبوع مسبقًا

من بعض أقدم الرسائل الرسمية هي الرسائل التي أرسلها الملوك والأباطرة وغيرهم من الحكام. كان نظام "كورسوس بوبلكوس" (Cursus publicus) هو نظام البريد الرسمي (والنقل) الذي أنشأه الإمبراطور الروماني أغسطس قيصر. وفي وقت لاحق، كان من وظائف نظام "ثورن-أوند-تاكسي-بوست" البريدي نقل بريد الإمبراطور ماكسيميليان الأول في الإمبراطورية الرومانية المقدسة.
ترتبط طوابع البريد الرسمية بنهاية امتياز الختم البريدي الذي منح بعض المسؤولين الحكوميين المنتخبين امتياز إرسال البريد مجانًا. كان الشخص عادةً يوقع باسمهِ على البريد، إلا أن هذا النظام كان يُساء استخدامه كثيرًا. في المملكة المتحدة، عُدّلت القواعد لتشترط على المُرسِل تحديد تاريخ ومكان الإرسال بالإضافة إلى توقيعهِ، إلا أن هذا النظام أيضًا أُسيء استخدامه، مما أدى جزئيًا إلى ظهور طوابع البريد.
تستخدم معظم الحكومات مظاريف تحمل علامات تشير إلى وضعها الرسمي؛ فغالبًا ما يظهر البريد الرسمي للمملكة المتحدة، علامة O.H.M.S. أو On His/Her Majesty's Service، وتستخدم الولايات المتحدة صورة ظلية لنسر، وتُظهر إثيوبيا يدًا تحمل عصا مشقوقة مع وجود حرف محشور فيها. في حين تستخدم أيرلندا القيثارة.
بعد الحرب الأهلية، عانت إدارة البريد الأمريكية من عجز كبير، ووفقًا لتقرير المدير العام للبريد لعام 1869، كان 31,933 بريدًا يتمتعون بامتياز الختم البريدي بتكلفة تقديرية بلغت 5 ملايين دولار، لذا في عام 1872، أدرج الحزب الجمهوري مقترحًا لإلغاء ختم البريد المجاني كجزء من برنامجه الانتخابي. بين عامي 1873 و1891، لم يكن هناك ختم بريدي مجاني في الولايات المتحدة الأمريكية نظرًا لإصدار طوابع بريد رسمية خاصة، ولكن بحلول عام 1891، استُعيد الختم البريدي المجاني.

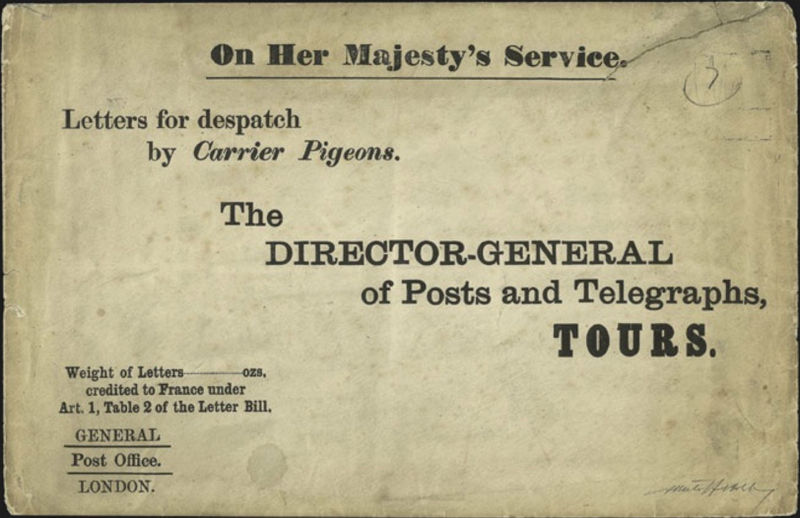
بريد رسمي بلا طوابع

## طوابع البريد الرسمية

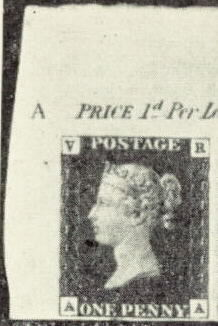
طابع بريد بيني بلاك VR الرسمي الصادر في المملكة المتحدة عام 1840

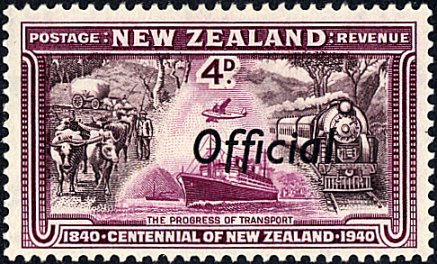
الطابع الرسمي لدولة نيوزيلندا عام 1940

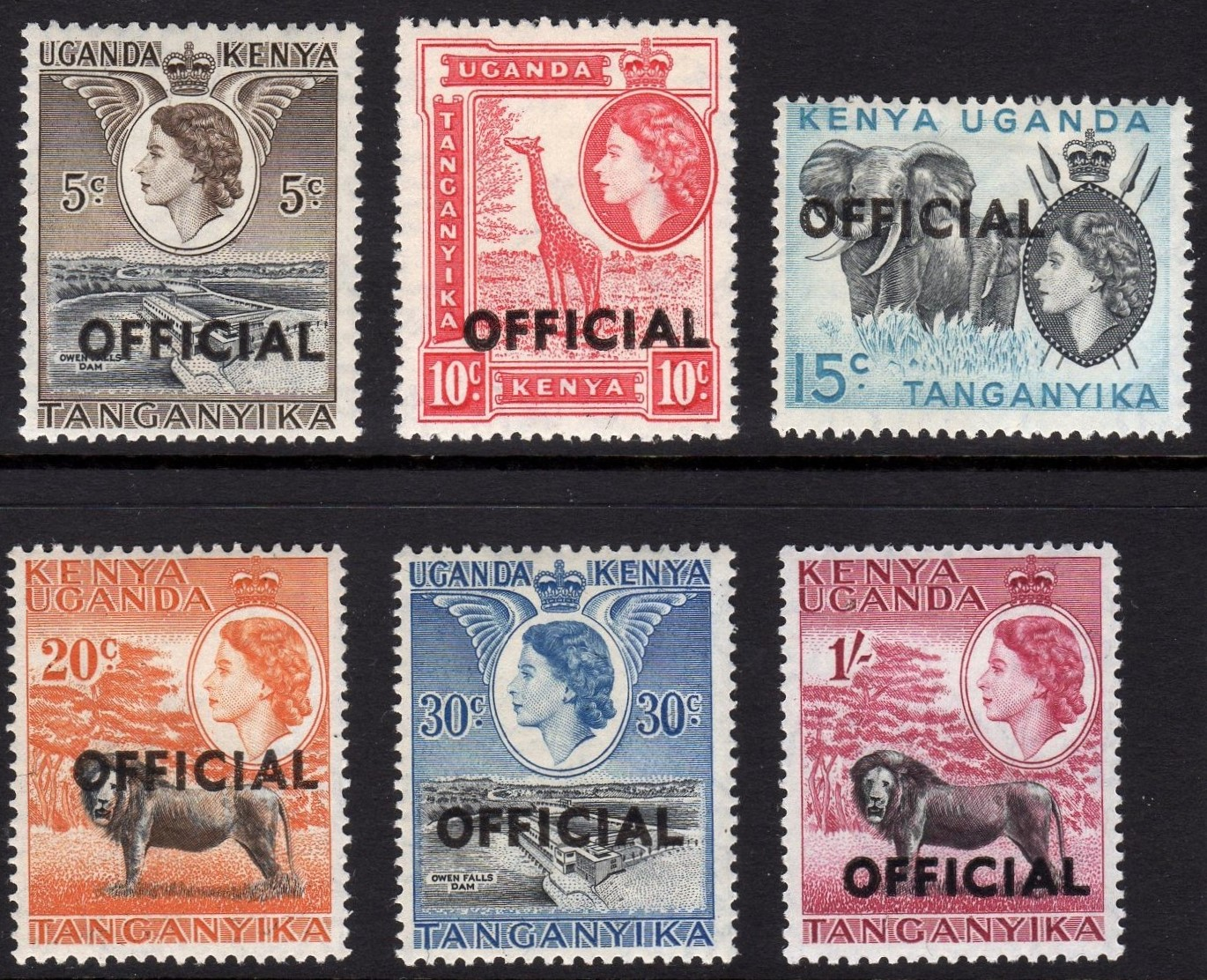
الطوابع الرسمية لكينيا وأوغندا وتنجانيقا، 1959.

### في بريطانيا العظمى
صدر أول طابع بريد رسمي، المعروف باسم طابع VR الرسمي، من المملكة المتحدة في نفس وقت إصدار طابعي بيني بلاك وبيني بلو الأزرق. استخدم طابع VR الرسمي نفس تصميم بيني بلاك باستثناء إزالة النجوم في الزوايا العلوية واستبدالها بالحرفين V وR اللذين يعطيان الطابع اسمهُ الشائع. في 7 مايو 1840، أرسل دبليو. إل. مابرلي، سكرتير مكتب البريد البريطاني، إشعارًا إلى جميع مديري مكاتب البريد أُلصق عليهِ زوج من نماذج طابع VR بالإضافة إلى زوج من طابعي بيني بلو الأزرق. كلف الإشعار مديري مكاتب البريد بتدوين الأحرف في الزوايا العلوية للطابع الذي كان من المقرر تطبيقهُ على مراسلات الإدارات العامة، وغيرهم من الأشخاص الذين كانوا يتمتعون سابقًا بامتياز الختم الرسمي.

### في الولايات المتحدة
نصّ التشريع الذي أقرّه الكونجرس الأمريكي في 3 مارس 1873 على أن "مدير عام البريد يجب أن يُعِدّ طابعًا بريديًا خاصًا أو مظروفًا مختومًا، يُستخدم فقط في البريد الرسمي لكل وزارة من الوزارات التنفيذية"، ولهذا الغرض، صدرت الطوابع الرسمية في 1 يوليو 1873 للسلطة التنفيذية ووزارات الزراعة والداخلية والعدل والبحرية ومكتب البريد والخزانة والحرب بعد انتهاء امتياز الختم البريدي، على الرغم من أن الطوابع لم تُستخدم إلا لمدة سبع سنوات فقط، ويرجع ذلك أساسًا إلى الحاجة إلى مساءلة الوزارات عن البريد. كما طبع مكتب البريد مظاريف رسمية مختومة لاستخدامه الخاص.
صدرت أول طوابع بريد رسمية أمريكية تحمل عبارة "البريد الرسمي" في 12 يناير 1983، عندما عادت مسألة مسؤولية البريد الإداري إلى الواجهة. أصبح الختم الأعظم للولايات المتحدة التصميم الرئيسي على هذه الطوابع والمظاريف من فئة 20 سنتًا. وفي عام 1995، حل طابع ومظروف من فئة 32 سنتًا محل إصدار 20 سنتًا.

### دول أخرى
أصدرت عدة دول، مثل أستراليا وكندا ونيو ساوث ويلز ونيوزيلندا ونيوي، طوابع بريد رسمية يُمكن تمييزها غالبًا بحملها كلمات مثل "رسمي" أو "خدمة" أو "dienstmark" أو الأحرف الأولى "O.S." (خدمة رسمية) أو OHMS (خدمة جلالتها) في التصميم، كطباعة فوقية أو نقش بثقوب على شكل أحرف. حتى التبت كانت لديها طوابع بريد رسمية حوالي عام 1950.

## روابط خارجية
- الوكالات الفيدرالية تستخدم البريد الرسمي Refresher Course: Linns.com
- مكتب البريد. الاحتيال والتجاوزات المتعلقة بالختم البريدي 18th century British Parliamentary Papers
- صور طوابع البريد الرسمية للولايات المتحدة الأمريكية 1873-1884 نسخة محفوظة 2012-06-20 على موقع واي باك مشين.
- الطوابع الرسمية للولايات المتحدة 1897-1884
- لوائح البريد الرسمية لهيئة خدمات البريد الأمريكية
- VR One Penny stamp British Postal Museum & Archive